# Schule von Chartres

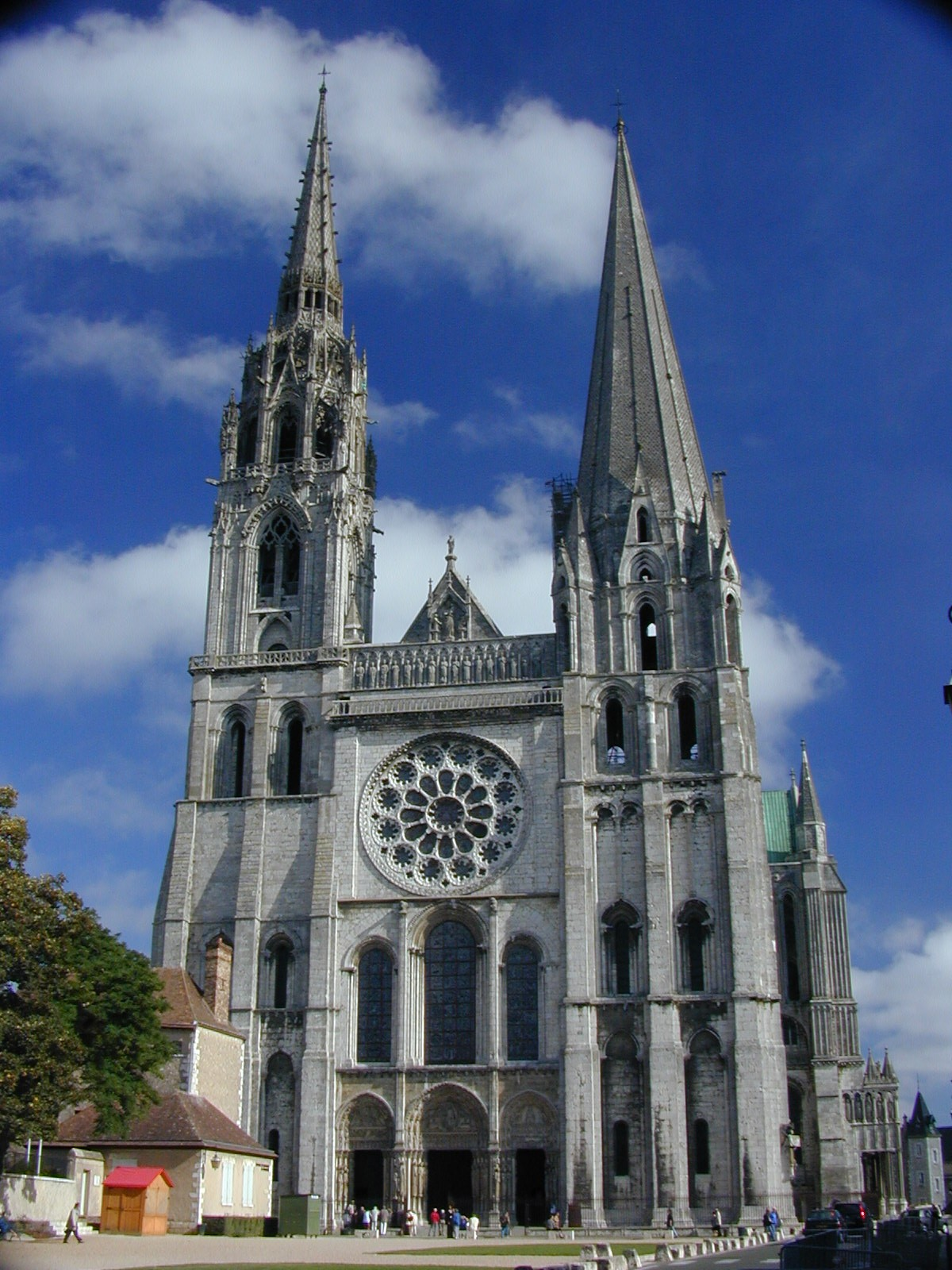
Westfassade der Kathedrale von Chartres

Der Begriff Schule von Chartres wird in zwei Bedeutungen verwendet:
- Zum einen ist die Domschule in Chartres gemeint, die als Ausbildungsstätte für Kleriker schon im Frühmittelalter bestand und im 11. und 12. Jahrhundert dank hervorragender Lehrer eine Blütezeit erlebte.
- Zum anderen versteht man darunter eine Gruppe von überregional einflussreichen Gelehrten der frühen Scholastik, die bestimmte Interessen und philosophisch-theologische Überzeugungen teilten, darunter vor allem einen ausgeprägten Platonismus, und somit eine geistesgeschichtliche Strömung bildeten, die einen rational bestimmten Humanismus gegenüber der bisherigen Autoritätengläubigkeit vertrat.

Meist verwendet man den Begriff im zweiten Sinn, welcher jedoch problematisch und umstritten ist. Meinungsverschiedenheiten bestehen darüber, inwieweit sich die angenommene Strömung anhand konkreter Merkmale von anderen Richtungen abgrenzen lässt, wie originell ihre Lehren waren und in welchem Ausmaß der traditionell unterstellte Lokalbezug zu Chartres tatsächlich bestand.

## Voraussetzungen

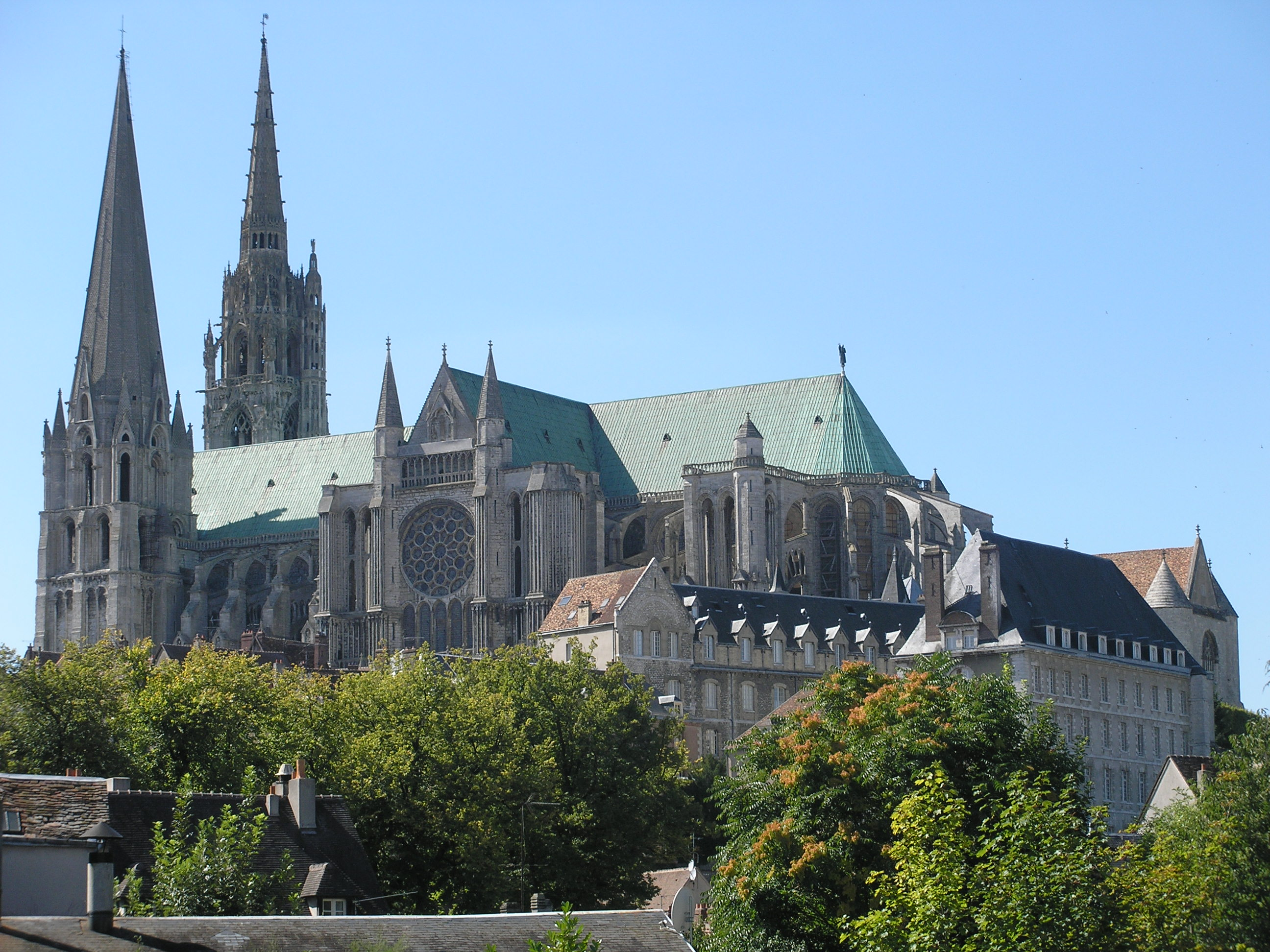
Kathedrale von Chartres

Im Byzantinischen Reich waren die Schriften Platons und des Aristoteles im Mittelalter im Prinzip im Original zugänglich, stießen aber nur auf begrenztes Interesse. In der lateinischsprachigen Gelehrtenwelt West- und Mitteleuropas waren Griechischkenntnisse extrem selten. Man war auf lateinische Übersetzungen angewiesen, von denen aber nur wenige vorhanden waren. Von Platons Werken war zunächst außer unvollständigen Übersetzungen des Timaios nichts bekannt; ab der Mitte des 12. Jahrhunderts kamen Übersetzungen des Menon und des Phaidon hinzu. Außerdem floss durch die Werke des Boethius neuplatonisches Gedankengut ein. Die Auseinandersetzung mit dem Timaios und speziell der Frage, inwieweit sich dessen Weltbild mit der Kosmologie des biblischen Schöpfungsberichts in Übereinstimmung bringen lässt bzw. wie sich die katholische Schöpfungslehre philosophisch deuten lässt, war ein Interessenschwerpunkt der Gelehrten, die man zur Schule von Chartres zu zählen pflegt.

## Entwicklung

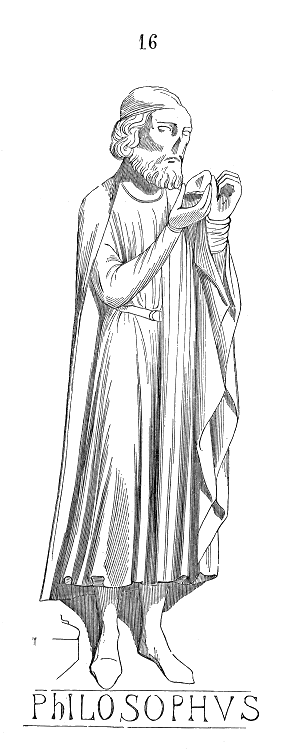
Skulptur eines Philosophen an der Kathedrale

Namen von Lehrern und Schülern der Domschule lassen sich bereits um die Mitte des 6. Jahrhunderts nachweisen; erste Hinweise auf Unterricht tauchen sogar schon am Ende des 5. Jahrhunderts auf.
Fulbert von Chartres († 1028), der vermutlich aus Italien stammte und in Reims ein Schüler des Abtes Gerbert gewesen war, baute als Kanzler des Bischofs bzw. des Domkapitels – in dieser Eigenschaft war er zugleich Leiter der Domschule – die Bibliothek erheblich aus und sorgte für die Berufung fähiger Lehrer; daher wird er mitunter als „Gründer“ der Schule von Chartres bezeichnet. Er wurde 1006 Bischof von Chartres. Fulbert war ein angesehener Theologe, gilt aber nicht als origineller Denker. Er riet seinen Schülern, sich an die Schriften der Väter zu halten. Der berühmteste Schüler Fulberts war Berengar von Tours. Unter dem Bischof Ivo von Chartres (1090–1115/16), der für seine kirchenrechtlichen Sammlungen Decretum und Panormia bekannt war, nahm die Domschule einen weiteren Aufschwung. Ab ca. 1110/1115 war Bernhard von Chartres magister (Lehrer) an der Domschule, spätestens 1124 stieg er zum Kanzler und damit zum Leiter der Schule auf. Er wurde durch seine Belesenheit, sein didaktisches Geschick und sein Verständnis des Platonismus für seine Schüler wegweisendes Vorbild.
Mit der Schule von Chartres werden seit Ende des 19. Jahrhunderts neben anderen Thierry von Chartres (Theoderich), Wilhelm von Conches, Gilbert de la Porrée (Gilbert von Poitiers, Gilbertus Porreta), Clarembaldus von Arras, Bernardus Silvestris und Johannes von Salisbury (gestorben als Bischof von Chartres) in Verbindung gebracht. Doch wird heute weithin angenommen, dass Thierry und Gilbert vorwiegend in Paris lehrten und nur zeitweilig in Chartres tätig waren. Gilberts Schüler bildeten eine besondere Gruppe, die „Porretaner“, unter denen Alanus ab Insulis herausragte. Ob Wilhelm tatsächlich in Chartres lehrte und ob Johannes von Salisbury dort jemals studierte, ist ungewiss. Verwendet man aber den Begriff „Schule von Chartres“ für eine geistesgeschichtliche Strömung, lassen sich die genannten Autoren ihr zuordnen.

## Lehrinhalte
In Chartres verband man philosophische mit literarischen Interessen. Prägend war der gemeinsame Platonismus, der – da man von Platons Werken nur den Timaios kannte – speziell auf dem Gebiet der Mathematik und Naturlehre zur Geltung kam. Besonderen Anklang fand Platons Konzept einer Weltseele als kosmologisches Prinzip. Neben dem hochwertigen Unterricht bot der einzigartige Reichtum der Bibliothek hervorragende Voraussetzungen für die Bildungsbemühungen der Schüler. Unterrichtsfächer waren wie anderswo die sieben Freien Künste (Artes liberales): Das Trivium bildeten Grammatik, Rhetorik und Dialektik, das Quadrivium bildeten Arithmetik, Geometrie, Musik und Astronomie; Besonderheiten von Chartres waren das relativ große Gewicht, das auf die Artes gelegt wurde, und die Gründlichkeit, mit der man sie studierte. Eine wichtige Rolle spielte die Kommentierung des Timaios; in Logik und Sprachphilosophie machte sich der Einfluss des Aristoteles geltend. Ein Merkmal der „Chartres“ zugerechneten Gelehrten war eine für damalige Verhältnisse relativ hohe Wertschätzung der Philosophie im Verhältnis zur Theologie und der Vernunft gegenüber der Autorität.
Gegen Ende des 12. Jahrhunderts nahm die Bedeutung von Chartres als Ausbildungsstätte stark ab, was mit einem verminderten Interesse an den dort besonders gepflegten Lehrinhalten zusammenhing. Paris als Universitätsstadt trat zunehmend in den Vordergrund. Allerdings war den Werken der Gelehrten, die in Chartres tätig gewesen oder von der dortigen Tradition beeinflusst waren, teils eine erhebliche Nachwirkung bis ins Spätmittelalter beschieden.

## Forschungskontroversen
Von einer „Schule von Chartres“ ist erst seit Ende des 19. Jahrhunderts die Rede. Reginald Lane Poole (1857–1939) und Jules Alexandre Clerval hatten sich bemüht, verschiedene Denker, die sich mit Chartres in Verbindung bringen lassen, auch dort zu lokalisieren und Zusammenhänge zwischen ihnen aufzuzeigen. Die Annahme einer „Schule“ von Chartres in diesem ortsbezogenen Sinn, die Studien- oder Lehrort all dieser Personen gewesen wäre, gilt seit den Studien von Richard W. Southern und Peter Dronke als überholt. Unbestritten ist aber die damalige Blütezeit der Domschule von Chartres, an der zumindest ein Teil der ihr traditionell zugeordneten Gelehrten tatsächlich gewirkt bzw. studiert hat. Ob man den Ausdruck „Schule von Chartres“ auf die Domschule als Ausbildungsstätte beschränken muss oder von einer allgemeinen Schulrichtung mit spezifischen inhaltlichen Merkmalen sprechen kann, auch wenn diese nur begrenzt einen Bezug zum Ort Chartres aufweist, darüber gehen die Meinungen auseinander. Unter den Vertretern einer skeptischen Haltung, die der Schule von Chartres kaum spezifische Konturen zubilligen, war der 2001 gestorbene Richard Southern führend. Für eine gewisse Profilierung einer geistigen Eigenart einer Gelehrtengruppe, die man mit dem herkömmlichen Namen „Chartres“ bezeichnen mag, sind u. a., wenn auch teils zurückhaltend, Heinrich Schipperges, John Marenbon, Nikolaus Häring, Peter Dronke und Kurt Flasch eingetreten.